# Esmond Romilly
Esmond Romilly   (Londres, 10 de juny de 1918 - mar del Nord, 30 de novembre de 1941) va ser un periodista, militant antifeixista i veterà britànic. També és conegut per ser el nebot de Winston Churchill o el marit de Jessica Mitford. Fill d’una família benestant de la societat britànica, va començar la seva carrera política a una edat molt primerenca com a rebel escolar juntament amb el seu germà Giles Romilly. Després, es va fugar del seu internat i va allistar-se com a voluntari a les brigades internacionals per defensar la segona república Espanyola a la guerra civil. Anys més tard, va crear polèmica a la societat britànica degut a la seva fugida amb Jessica Mitford a Espanya, després de conèixer-se a Anglaterra.

## Família
Esmond Romilly va néixer en una família de l'aristocràcia britànica. La seva mare, Nellie Hozier, era filla de Sir Henry Montague Hozier un soldat i cavaller, i de Lady Blanche Ogilvy, filla d'un compte. El matrimoni va tenir 4 fills, però es va separar el 1891 poc després que nasqués la mare de Romilly. La germana de Hozier va casar-se amb el famós polític Winston Churchill, amb el que Romilly mantindria correspondència i una relació política. El 1914 Hozier va conèixer el tinent coronel Bertram Henry Samuel Romilly, venia d'una família molt ben establerta a la societat britànica. Es van casar poc després i van tenir dos fills; Giles Romilly el 1916 i Esmond Romilly el 1918.

## Infància
Romilly va néixer a Londres en 10 de juny de 1918. Va començar l'escola amb el seu germà a Gibb's Day School, però a partir de 1927, amb nou anys, va ser intern a Newlands Preparatory School, a Seaford. Era una escola petita i poc exigent, segons explica el seu germà Giles Romilly. Romilly va destacar de seguida com a un estudiant molt intel·ligent, però tenia problemes de comportament i va mostrar un caràcter rebel des d'una edat molt t primerenca. Acostumaven a passar els estius amb la família de la seva mare i amb el seu tiet Winston Churchill.

## Adolescència (Out of bounds)
Als 14 anys, va ser enviat a una escola pública prestigiosa a Gran Bretanya: Wellington college. A aquesta edat, ja manifestava interès en la política i simpatitzava en valors socialistes i comunistes. El seu primer acte rebel significant va ser en negar-se, amb el seu germà Giles Romilly, a allistar-se als O.T.C. ("The officer's training corps") declarant-se pacifista. La O.T.C. era un entrenament militar obligatori que s'impartia als col·legis anglesos. Romilly ja criticava durament el funcionament elitista i reaccionari dels col·legis públics en aquell moment. Els dos germans opinaven que l'escola preparava joves perfectament entrenats per a mantenir el sistema establert, però incapaços de pensar de manera crítica o tenir criteri personal. El 1934 van començar a escriure amb el seu germà Giles "Out of bounds: the education of Giles and Esmond Romilly". En aquest llibre explicaven l'experiència personal dels dos germans a Wellington College. Al 8 de febrer de 1934 va ser l'últim dia de Romilly a Wellington. Es va fugar l'endemà amb escassos béns. Tenia quinze anys. Aquella fugida va figurar als diaris anglesos, que es referien a Romilly com "el nebot roig de Winston Churchill". Es va mudar a Londres, i va estar treballant a la llibreria "Parton Street". A Londres va adaptar-se a un estil de vida molt humil i no comptava amb el suport familiar. Durant aquella temporada va conèixer el seu gran amic Philip Toynbee. Poc després de complir setze anys, decideix tornar a l'escola, però aquesta vegada a Bedales School. Ell descriu aquest centre com més tranquil i amb menys disciplina que l'anterior, i, per tant, se sent més còmode. Tot i això, Romilly va estar a aquella escola 8 setmanes perquè sentien, tant ell com els professors, que allà no aconseguiria res. Després d'abandonar l'escola van reprendre, amb el seu germà, el projecte "Out of bounds" aquesta vegada en format de revista. El primer número de la revista va donar peu a un article al diari britànic daily mail amb el titular "amenaça roja als col·legis privats. Moscú intenta corrompre a les noves generacions". Es distribuïa als carrers, col·legis i universitats, es van arribar a vendre més de 3000 còpies. L'eco de la premsa va convertir-lo en una figura per a altres joves rebels de l'època, incloent la seva futura esposa Jessica Mitford. Al deixar la seva última escola va tornar a l'estil de vida londinenc. Una nit es va involucrar en una baralla, la qual cosa el va fer acabar passant 18 dies a un correccional, on va conèixer delinqüents juvenils i va experimentar un ambient tens i desagradable. Al sortir del correccional, va anar a viure amb la seva cosina Dorothy al camp. Allà va aprofitar per a concluir el projecte “Out of Bounds”, el qual va rebre molt bones crítiques i bona recepció dels lectors. Al tornar a Londres es dedica al negoci de la publicitat i arriba a ser cap de vendes, tot i que l'ofici no el motiva i té diferències amb el cap de l'empresa. El dia 19 de juliol de 1936 veu per primera vegada notícies de la guerra a Espanya, la qual cosa el va alarmar molt. Com la seva situació a Londres no l'entusiasma, no vol perdre el seu activisme polític i sent que ha de fer alguna cosa per canviar el món, resol en anar a Espanya a lluitar, donant peu a un dels episodis més importants de la seva vida.

## Espanya
Romilly va allistar-se a les brigades internacionals al 1936, i va estar a Espanya des del 10 d'octubre del 1936 fins a gener del 1937. Per anar a Espanya, va començar anant a Dieppe, i va anar des d'allà fins a Marsella en bicicleta. A Marsella es va embarcar en un vaixell per arribar a València, on començaria la seva experiència militar. Al seu llibre Boadilla, on explica la seva experiència a Espanya profunditza en el fet de declarar-se pacifista i a la vegada presentar-se voluntari per a combatre a la guerra. Ell acaba concloent que no pot haver-hi pau fins que el feixisme s'extingeixi, i que per això lluita. A l'arribar a València rep una instrucció militar bàsica que ell qualifica d'insuficient abans de ser enviat al front. Durant el seu relat expressa també algunes crítiques sobre la manera de funcionar del propi exèrcit republicà espanyol, i fins i tot queixes o antipaties que mostren que continua tenint els principis antimilitaristes que predicava durant la seva adolescència. Va lluitar a El cerro de Los Ángeles, la ciutat universitària de Madrid i Boadilla com a membre de la XII brigada, també coneguda com a "batallón Thaelmann". A aquest batalló convivien tant alemanys com anglesos de diferents ideals polítics d'esquerra, com anarquistes, comunistes, socialistes... a més de diferents edats o estrats socials. Després de 2 mesos a Espanya, l'últim atac que fa el grup de Romilly és a Boadilla des-de el 14 fins al 20 de desembre. Aquesta batalla comença amb l'atac planificat de les tropes feixistes amb l'objectiu de tallar la comunicació entre l'Escorial o la Serra de Guadarrama amb Madrid. D'aquesta batalla cal destacar la forta boira que hi havia a l'ambient, tant és així que els historiadors més tard es referirien com a la “batalla de la boira”. El grup de Romilly va aguantar durant uns dies fins a caure el dia 16. Romilly explica la massacre del seu grup com a una experiència que el va impactar molt. Del seu grup només van sobreviure dues persones l'atac: Esmond i Arthur Ovenden.

## Jessica Mitford
Al tornar d'Espanya, el gener de 1937 amb dinou anys, Romilly estava bastant trastocat i malalt, i va tornar a casa de la cosina Dorothy Althussen per a recuperar-se. Durant aquell cap de setmana, també estava a la casa d'aquella cosina, Jessica Mitford, que ja coneixia Esmond a través de les notícies i comentaris familiars. Jessica també era una entusiasta antifeixista i tenía ganes d'anar a lluitar a Espanya, però la seva família aristòcrata i conservadora no li permetia. Era una de les famoses germanes Mitford, una família molt peculiar i famosa a la societat britànica dels anys 30. Les germanes de Jessica, Unity Mitford i Diana Mitford eren íntimes amigues d'Adolf Hitler. Diana es va casar amb Oswald Mosley, el líder de les camises negres a Gran Bretanya. Nancy Mitford, una famosa novel·lista britànica també era germana de Jessica. Romilly, a més ja coneixia els plans d'anar a Espanya de Jessica gràcies al seu germà. A l'estada amb la cosina, Mitford i Romilly es van conèixer i van tramar el pla per a tornar a Espanya, aquesta vegada Romilly com a corresponsal per al "News Chronicle" i Jessica com a la seva secretaria. El pla era posar d'excusa una visita a unes amigues a Dieppe, que en realitat es trobaven a Àustria per a donar-los temps a arribar a Espanya sense que la família de Jessica sospités. A més utilitzarien les 50 lliures que Jessica havia estat estalviant per fugar-se de casa en els últims 10 anys de la seva vida. Van quedar una setmana més tard per sortir cap a París per a tenir la documentació, però van haver de tornar cap a Londres un altre cop degut a un problema amb la documentació de Jessica. Durant aquesta tornada inesperada a Londres, Esmond va revelar a Jessica que s'havia enamorat i es van demanar matrimoni el mateix dia. Tampoc tenint sort amb la documentació a Londres es van establir a Bayona, un poble costaner del sud de França. Després d'una temporada a Bayona finalment li van donar permís per entrar a Espanya amb el vaixell de vapor Urbi. A l'arribar a Espanya els van enviar Bilbao com a corresponsals. Es van allotjar a un hotel i van conèixer procònsol basc, que els va portar un telegrama de part de la família de Jessica. Aquest telegrama deia que havia de convèncer a Jessica de tornar a Anglaterra, però van contestar que això no passaria. Això va fer que reprenguessin els plans de boda, però no va ser possible perquè eren menors de 21 anys, i no podien casar-se sense el consentiment del tutor legal. Per a convèncer-los de tornar van utilitzar moltíssims "trucs", l'últim va ser que si no tornaven, pararien les ajudes britàniques als refugiats espanyols. Al final van acordar anar al sud de França on l'esperava la Nancy Mitford i molta premsa. Van tornar a Bayona, al mateix hotel, on Esmond aprofitaria per escriure el seu llibre "Boadilla". Es van casar a Bayona finalment, i les seves dos mares van estar a la cerimònia, tot i que segons Jessica "tenien més aspecte d'estar a un funeral que a una boda". Després d'un temps a Bayona van tornar a Londres i van llogar un apartament a Rotherhithe Street amb un amic seu. A aquella casa tenien una moguda vida social plena de personatges de l'esquerra britànica. Al desembre de 1937, neix la filla d'Esmond i Jessica, Júlia Romilly. Tot i que la seva vida durant uns mesos va girar entorn a la seva filla, al barri es va declarar una epidèmia de Xarampió i es van contagiar la Jessica i el bebè. Al final el xarampió es va convertir en una pneumonía i la filla es va morir amb 6 mesos d'edat. Després de la tragèdia van marxar a Còrsega durant 3 mesos, fins a l'estiu de 1938. Tenien vint-i-un anys. En tornar a Londres es van adonar que el panorama polític havia canviat per complet. Ja començava a ser evident que els republicans anaven perdent la guerra, a més el nazisme avançava de manera alarmant a centre Europa. Els dos estaven alarmats perquè Gran Bretanya establia una política de no resposta a Hitler.

## Estats Units
Degut als seus problemes econòmics i el desànim que els havia causat els esdeveniments dels últims mesos, van decidir anar viure als Estats Units. Van sortir cap a Nova York al 18 de febrer de 1939. Abans de començar el viatge van enviar cartes a tots els coneguts, o possibles coneguts per a tenir més possibilitats laborals. A Nova York van fer amics amb facilitat, i es van dedicar a les vendes i a la publicitat. Al cap d'un temps van aconseguir estalviar prou diners per a començar el viatge per als Estats Units. Van passar per les ciutats més famoses del país, treballant en oficis molt diversos. Es van quedar especialment molt de temps a Washington, on van dedicar-se a vendre mitges de seda porta a porta. També es van quedar a Miami treballant al bar Roma, on van fer nous amics i van acabar comprant una part del bar. Jessica Mitford recorda aquesta part de la seva vida amb Esmond com a molt feliç i plena d’aventures.

## Segona Guerra Mundial i mort
Des dels Estats Units encara segueixen les notícies d'Europa des de la distància, però quan Winston Churchill anuncia que no formarien la pau amb Alemanya, Esmond decideix que ha de tornar a lluitar contra el feixisme i s'allista a la Reial Força Aèria Canadenca. Van tornar a Washington, i Jessica es va quedar amb Virgínia Durr. Al 15 de juliol, Esmond va marxar a Ottawa per fer els exàmens mèdics, i després a Toronto on faria el període d'instrucció militar. Ja no tornaria a veure a Jessica llevat d'algunes visites curtes i les seves freqüents cartes o trucades. Al 22 de novembre de 1940 li van donar la baixa per aspirant de pilot, Jessica mentrestant està embarassada i passen aquell Nadal junts. A finals de juny, Esmond s'acomiada de Jessica per anar a combatre a Nova Escòcia, seria l'última vegada que es veiessin. Jessica va tenir a la seva filla, Constancia Romilly durant aquells mesos. Abans que es poguessin veure, el 1 de desembre de 1941, Jessica va rebre un comunicat dient que Esmond havia desaparegut en acte de servei, i que el seu avió havia caigut possiblement al mar del Nord. Tenia 23 anys.